# Naruto Shippuden: Dragon Blade Chronicles
Naruto Shippūden: Dragon Blade Chronicles, conosciuto anche come Naruto Shippūden: Ryujinki (lett. "Naruto le cronache dell'uragano: le cronache della Spada del Drago") in Giappone, è un gioco per la Nintendo Wii ed è abbastanza simile alla serie di Naruto Clash of Ninja ma tutti i personaggi hanno un nuovo abbigliamento, ossia indossano delle speciali armature ad eccezione di Tsunade e Jiraiya.

## Trama
La storia si basa quasi alla Saga della profezia e della vendetta, anche se il luogo della storia è del tutto originale, poiché i ninja di Konoha su richiesta di Akari intendono fermare Kuroma Tatsushiro, uno degli ultimi membri degli antichi Guardiani del Drago, i quali possedevano il potere di Genryu che aveva la capacità di controllarli e proprio nel Monte Koryu i cinque draghi possenti sigillati in questo monte in passato vengono liberati da Kuroma per conquistare il mondo, Naruto ottenne, grazie ad Akari, la sorella minore di Kuroma, l'antica spada di Genryu: la Dragon Blade.
Mentre Sasuke Uchiha ha formato la squadra per catturare il potere di questi draghi per scovare e uccidere il fratello Itachi Uchiha. Tuttavia anche l'Organizzazione Alba vuole catturarli per i loro scopi. Per tutta la storia, il giocatore usa a seconda dei livelli della storia Naruto o Sasuke, utilizzando le loro rispettive spade e team le abilità dei loro compagni per combattere tra i vari livelli. Sebbene le pergamene servono per cambiare abbigliamento per il personaggio, servono anche per migliorare le sue tecniche utilizzando anche tecniche di un elemento naturale del chakra che non è il loro. Ad esempio, Naruto può usare l'Arte della Terra, Arte dell'Acqua, Arte del Fuoco e l'Arte del Fulmine grazie alla Dragon Blade. L'armatura che i personaggi indossano serve per proteggere il loro chakra dall'ambiente particolare del Mounte Koryu, che normalmente rende incapace per gli umani di usare il chakra.

## Personaggi giocabili
- Naruto Uzumaki
- Sakura Haruno
- Kakashi Hatake
- Yamato
- Sai
- Shikamaru Nara
- Rock Lee
- Neji Hyuga
- Tsunade
- Jiraiya
- Sasuke Uchiha
- Suigetsu Hozuki
- Karin
- Jugo
- Itachi Uchiha
- Kisame Hoshigaki
- Deidara
- Tobi